# HomeSite
HomeSite – edytor HTML dla środowiska Windows.
Zaprojektowany w 1996 roku przez Nicka Bradbury’ego, odegrał znaczącą rolę w historii edytorów HTML jako wzór interfejsu, naśladowany potem przez dziesiątki innych programistów. Silny zestaw narzędzi i dobra ergonomia uczyniły go programem, który wygrywał w następnych latach wiele rankingów w prasie komputerowej.
Początkowo autorski program Bradbury’ego, w 1997 roku (v. 3.0) przeszedł pod skrzydła firmy Allaire, która z kolei została sprzedana firmie Macromedia, gdzie edytor stanowił część pakietu webmasterskiego Macromedia Dreamweaver, jako edytor kodu źródłowego – HomeSite 5.5 jest też dostępny jako oddzielny program. W roku 2005 Macromedia została wykupiona przez Adobe.
Sam Bradbury zrezygnował z rozwijania HomeSite’a jeszcze w firmie Allaire i założył własną firmę zajmującą się rozwijaniem edytora stylów CSS TopStyle i czytnika kanałów RSS FeedDemon.